# Abendmahlsstreit
Als Abendmahlsstreit werden die in der Geschichte der abendländischen Kirche geführten Auseinandersetzungen um das Wesen der Eucharistie und um die Frage, ob Christus in den eucharistischen Elementen Brot und Wein symbolisch oder leiblich zugegen sei, bezeichnet:
- Lateinische Kirche: vom Mittelalter bis zum Lehrentscheid des Vierten Laterankonzils 1215
- evangelische Kirchen: zwischen Martin Luther und Huldrych Zwingli 1529 nebst weiteren reformatorischen Theologen und Gruppen im 16. Jahrhundert und später.

Auch für die gegenwärtige Ökumenische Bewegung spielt die Lehre von der Eucharistie eine zentrale Rolle.

## Der Streit um die Lehre über die Eucharistie
In einem weiteren Sinn ist der Abendmahlsstreit der „Streit um die Frage, wie Leib und Blut Jesu Christi in Brot und Wein anwesend sind: real, verwandelt oder symbolisch.“ In einem engeren Sinn spricht man von einem ersten Abendmahlsstreit im 9. Jahrhundert und von einem zweiten Abendmahlsstreit im 11. Jahrhundert. In der Sache gab es vorreformatorisch darüber hinaus einen Streit über die Eucharistie mit Wyclif (1300–1384), der die Lehre von der Transsubstantiation verwirft. Die Reformation ist auch ein Streit über das Verständnis der Eucharistie. Der Ausdruck Abendmahlsstreit wird aber vor allem für den Streit über die Eucharistie innerhalb der katholischen Kirche bzw. innerhalb der reformatorischen Kirchen verwendet. Die innerkatholische oder ökumenische theologische Diskussion über das Wesen der Eucharistie geht auch nach dem Trienter Konzil weiter, wird aber nicht als Streit bezeichnet.

### Der erste Abendmahlsstreit
Die eucharistischen Streitigkeiten setzten im 9. Jahrhundert ein: Amalar von Metz († um 850) hielt es bereits mit einer neuen Auffassung, nach der die eucharistische Gestalt des Brotes in Fleisch verwandelt werde; dieses geschehe als Nachahmung des Handelns Christi beim letzten Abendmahl sowie seinem Auftrag, aber im Sinne eines Opfers (sacrificium) von Volk und Priester, damit Gott ihre Sünden nicht anrechnen möge. Amalars Messlehre war prägend für das gesamte weitere Mittelalter: Für ihn ist der eucharistische Leib Christi tatsächlich der Leib Christi nach Art der uns erscheinenden physischen Wirklichkeit. Daneben bestand aber weiterhin die ältere Tradition des geistigen Opfers, z. B. bei Florus von Lyon († 860), bei dem das eucharistische Opfer der Sammlung und Vereinigung der einen Kirche Jesu Christi dient. Mit dem Kirchenvater Augustinus betont er die „heilsgeschichtliche Wertung des Sakraments“ in dessen Aufgabe der mystischen Vereinigung von Kirche und Christus.
Mit Amalar von Metz versuchte sich Paschasius Radbertus († 850) in seinem Liber de corpore et sanguine Domini („Buch vom Leib und Blut des Herrn“) an einer Bündelung der patristischen Literatur zur Eucharistie: Christus werde – auch wenn er nicht mehr stirbt – in der eucharistischen Feier im Mysterium geopfert und sein Leib zur Abwaschung der Sünden genossen. Die eucharistischen Speisen verwandelten sich in das, was der Glaube von außen von ihnen bekenne, in den historischen Leib Christi. Amalars materieller Realismus war dann auch Anlass des sogenannten ersten Abendmahlsstreites, der Frage nach den eucharistischen Zeichen. Als Gegner des Paschasius trat Rabanus Maurus (†856) auf: er vertrat weiterhin die ältere, augustinische Auffassung einer Unvereinbarkeit von Symbol und Realität, die sich konträr gegenüberstünden.
Als Hauptkontrahent des Paschasius Radbertus wird Ratramnus von Corbie († 868) genannt. Karl der Kahle hatte an ihn die Frage gestellt, ob Leib und Blut Christi in der Eucharistie als Glaubensgeheimnis oder tatsächlich entstünden (in mysterio fiat an in veritate) und ob der zu genießende Leib der von Maria geborene Leib Christi sei oder der des nach seiner Himmelfahrt erhöhten und zur Rechten Gottes sitzende Christus. Die Antwort des Ratramnus war die, dass, da keine physische Veränderung mit der Wandlung der eucharistischen Speisen bemerkbar sei, die Umwandlung auch nur geistig (spiritualiter), nicht aber körperlich (corporaliter) geschehen sein könne. Sie sei daher nur bildhaft (figuraliter) vollzogen. So seien Brot und Wein nicht in Wahrheit Leib und Blut Christi, sondern nur abbildhaft, als figurae in ihrer sichtbaren Gestalt, und nur ihrem unsichtbaren Wesen nach Leib und Blut Christi: sie stellten eine rein geistliche Speise und einen geistigen Trank dar. Deswegen bestünde auch ein Unterschied zwischen dem Leib Christi der Eucharistie und dem Passionsleib Christi, dessen Gedächtnis nur durch die eucharistischen Speisen dargestellt würden. Die Wandlung verbinde die natürlichen Elemente mit dem Leib und dem Blut des historischen und verklärten Herrn. Die eucharistischen Gestalten vergegenwärtigten die menschliche Realität Christi. An dem Seinsbestand von Brot und Wein ändere sich aber nichts. Eine Verwandlung der Elemente finde nicht statt. Im Sakrament sei der Leib Christi „genau in der Weise gegenwärtig wie das die Eucharistie empfangende Volk […]: in mysterio“.
Durch eine Harmonisierung augustinischer und ambrosianischer Theologie, durch die Verteidigung der Vereinbarkeit von veritas und figura setzte Paschasius Radbertus mit einem Brief an Frudiger diesem Abendmahlsstreit ein Ende: Einerseits seien der historische und der sakramentale Leib Christi identisch, anderseits habe der sakramentale Leib eine „geistige Seinsart“, und die Eucharistie sei von ihrer Eigenart her zugleich eine wirkliche und eine symbolische Wirklichkeit.

### Der zweite Abendmahlsstreit
Der erste Abendmahlsstreit lebte im 11. Jahrhundert im sogenannten zweiten Abendmahlsstreit wieder auf. Berengar von Tours deutete den augustinischen Sakramentsbegriff „dynamisch-symbolisch“ und leugnete die Möglichkeit der Wandlung der Elemente und der wahrhaften Gegenwart des Herrenleibes. Im Sakrament selbst seien Leib und Blut Jesu Christi nicht enthalten. Letztlich nicht das sakramentale Zeichen, sondern „eigentlich der subjektive Glaube“ verbinde den Gläubigen mit dem historischen und verherrlichten Jesus Christus. Für Berengar war die Vorstellung eines Realgedächtnisses eine Gefährdung des einzigartigen Kreuzesopfers Christi; so war eine realistische Gegenwart von Leib und Blut unter den eucharistischen Speisen für ihn nicht denkbar. Ihm gegenüber bestanden andere (Hugo von Langres, Durandus von Troarn) auf einer solchen realen Gegenwartsweise: Das Interesse der gegen Berengar und seinen Symbolismus argumentierenden Theologen bestand in der Herausstellung der Identität von historischem und sakramentalem Leib.
Dieser Streit endete schließlich damit, dass Berengar auf einer römischen Synode 1059 zur Unterzeichnung eines Bekenntnisses aus der Feder des Kardinalbischofs Humbert von Silva Candida gezwungen wurde: Brot und Wein seien nicht nur Zeichen; sie seien zwar nicht auf sinnliche Weise, aber in Wahrheit (non sensualiter, sed in veritate) der wirkliche Leib und das wirkliche Blut Christi (verum corpus et sanguinem Christi), die in Wirklichkeit von den Priesterhänden berührt, gebrochen und beim Kommunizieren mit den Zähnen zerrieben würden.
Gegenüber dem radikalen Realismus der Bekenntnisformel Berengars näherten sich Lanfrank von Bec und sein Schüler Guitmund von Aversa der Lehre von der Transsubstantiation an: Die äußere Form bleibe den eucharistischen Gaben zwar erhalten, aber von ihrem Wesen her würden sie in den Leib Christi gewandelt (converti in essentiam Dominici corporis); das stellt sachlich bereits eine Unterscheidung von Substanz und Akzidenz dar. Lanfrank unterscheidet zwischen den sichtbaren Teilen des Sakraments (visibili elementorum specie) und der unsichtbaren Sache, dem Corpus Christi.
Guitmund arbeitet weitergehend den Wandlungsbegriff heraus: Er sieht die Wandlung als substantielle Umwandlung (substantialiter transmutari), bei der die Akzidenzien der bestehenden Materie, Brot und Wein, erhalten blieben.
Die so erarbeitete wirkliche Gegenwart Christi im eucharistischen Sakrament per modum substantiae lässt die Lateransynode von 1079 Berengar folgendes bekennen:

„[…] dass das Brot und der Wein, die auf dem Altar liegen, durch das Geheimnis des heiligen Gebetes und durch die Worte unseres Erlösers substanzhaft gewandelt werden (subtantialiter converti) in das wahre, eigene und lebensspendende Fleisch und Blut unseres Herrn Jesus Christus und nach der Konsekration der wahre Leib Christi (verum corpus Christi), […], und das wahre Blut Christi (verum sanguinem Christi), […], nicht nur durch das Zeichen und die Kraft des Sakramentes, sondern in der Eigentlichkeit der Natur und der Wahrheit der Substanz (in proprietate naturae et veritate substantiae) ...“

Der Ertrag der Vorarbeiten des Lanfrank von Bec und seines Schülers Guitmund von Aversavon wurde durch das vierte Laterankonzil 1215 sanktioniert und mit dem Begriff der Transsubstantiation besetzt, der zum ersten Mal um die Mitte des 12. Jahrhunderts aufgetaucht war und sich als Kurzbegriff für den eucharistischen Glauben bereits weit verbreitet hatte; so war er bereits auch in die kanonistischen Sammlungen Ivo von Chartres († 1116) und in das Decretum Gratiani (1140) vorgedrungen. Die Früh- und Hochscholastik hatte sich mit den weitergehenden Fragen zu beschäftigen, in etwa mit der, wo nach der Wandlung die Substanz des Brotes verbleibe; Hugo von St. Viktor etwa sprach von einem Übergehen der wahren Substanz des Brotes in die wahre Substanz des Christusleibes. Das vierte Lateranum definierte in seinem ersten Kanon das wahrhaftige Vorhandensein Jesu Christi unter den Gestalten von Brot und Wein (transsubstantiatis pane in corpus et vino in sanguinem), insofern es von durch die Schlüsselgewalt der Kirche richtig dazu geweihten Priestern vollzogen werde:

„Es gibt aber eine universale Kirche der Gläubigen, […] In ihr ist Jesus Christus der Priester selbst und das Opfer zugleich. Sein Leib und Blut ist im Sakrament des Altares und in den Gestalten von Brot und Wein wahrhaftig enthalten (veraciter continentur), nachdem durch Gottes Macht das Brot in den Leib und der Wein in das Blut wesensverwandelt sind (transsubstantiatis pane in corpus, et vino in sanguinem potestate divina). Damit wird von dem Seinigen empfangen, was er von dem Unsrigen annahm, und so das Geheimnis der Einheit (mysterium unitatis) vollendet werde […]“

Mit dem Siegeszug der Lehre von der Transsubstantiation veränderte sich auch die Eucharistiefrömmigkeit: Seit der Mitte des 11. Jahrhunderts wird die Eucharistie durch Kniebeugen und Inzens verehrt, gegen Ende des 12. Jahrhunderts wurde die Elevation eingeführt, die sich schnell verbreitete und im 13. Jahrhundert allgemein üblich war, ebenso wie die eucharistische Anbetung zu Beginn des 13. Jahrhunderts und das Fronleichnamsfest (Festum Corporis Christi), das 1264 eingeführt wurde.

## Der Abendmahlsstreit in der Reformationszeit

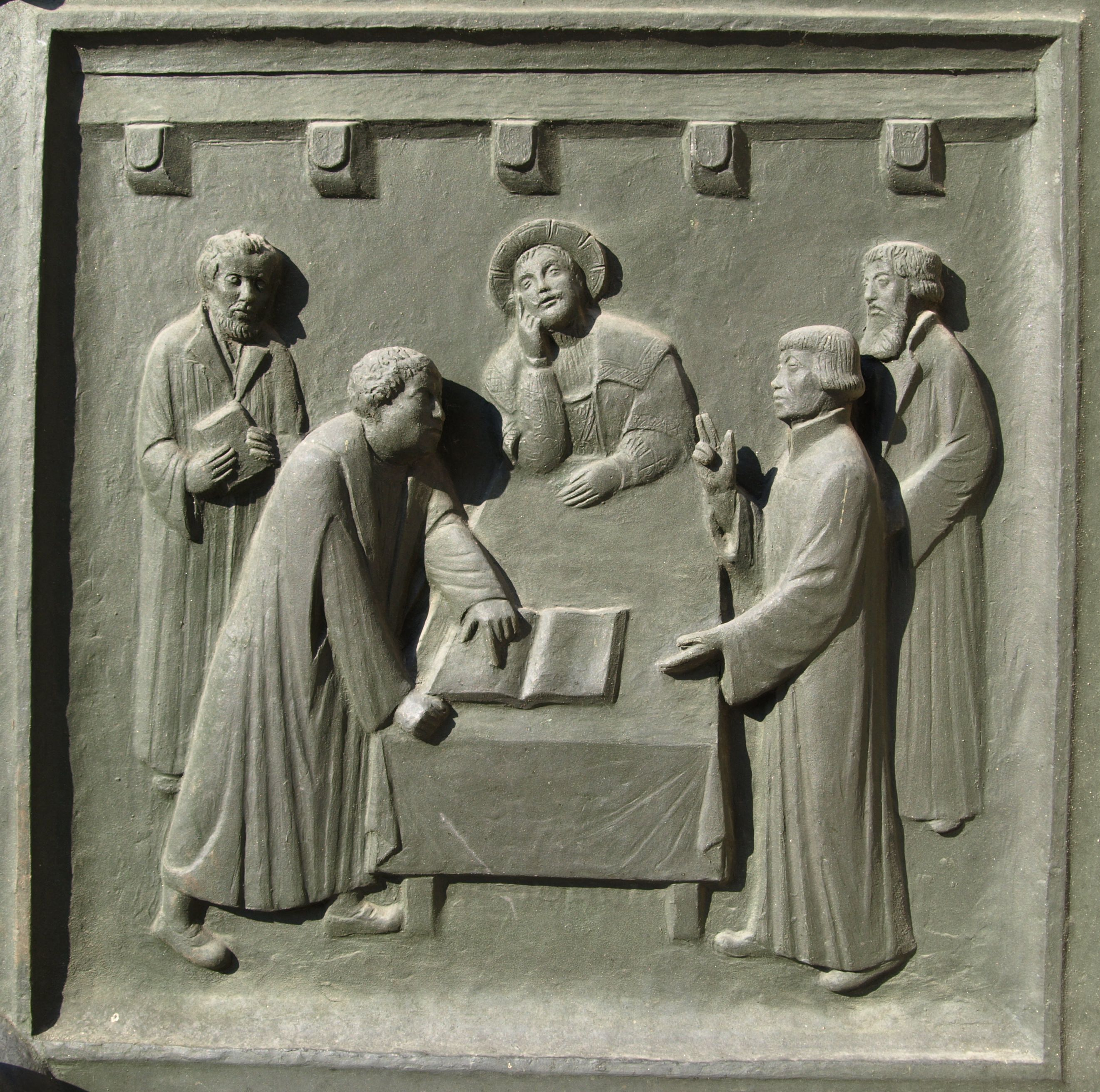
Zwingli und Luther diskutieren in Marburg über das Abendmahl. Abbildung von der Zwinglitür des Grossmünsters in Zürich.

Der Ausdruck Abendmahlsstreit bezeichnet im engeren Sinn den Konflikt zwischen den Reformatoren Martin Luther und Ulrich Zwingli sowie ihren beiderseitigen Anhängern um das Sakramentsverständnis des Abendmahls.
Nachdem Zwingli in Zürich im Herbst 1524 in einem offenen Brief seinen Standpunkt deutlich gemacht hatte, unterstützte ihn Johannes Oekolampad von Basel aus mit einer im September 1525 erschienenen Schrift. Die lutherischen Theologen um Johannes Brenz in Schwäbisch Hall antworteten mit ihrem Syngramma. 1526–1529 wechselten Luther und Zwingli sowie deren Anhänger auf beiden Seiten (Oekolampad, Johannes Bugenhagen) eine Reihe von Streitschriften.
1529 traf sich Zwingli mit Luther und Landgraf Philipp von Hessen. Er war – was die Rechtfertigungslehre betraf – mit Luther einig. Eine Rechtfertigung vor Gott sei nicht durch gute Werke zu erlangen, sondern allein durch den Glauben an den einen Gott und den Sühnetod Christi. Bei dem Treffen in Marburg (Marburger Religionsgespräch) zeigte sich jedoch, dass die Kontroverse um das Abendmahlsverständnis nicht überwunden werden konnte. Luther sah im Abendmahl das tiefste Erlebnis der sichtbar gewordenen Gnade Gottes. Denn in der Einsetzung des Abendmahls komme es zur praedicatio identica, zu „Leibsbrot“ und „Blutswein“, wie Luther es in seiner Schrift Vom Abendmahl Christi. Bekenntnis 1528 formuliert. In, mit und unter Brot und Wein werde der wahre Leib und das wahre Blut Christi ausgeteilt und mit dem Mund empfangen (Realpräsenz). Der humanistisch geprägte Zwingli sah im Abendmahl und seinen Elementen allein eine symbolhafte Kraft, die lediglich die Erinnerung an den Auferstandenen wecken sollte. Nur im gläubigen Gedenken der Gemeinde sei Christus auf geistliche Weise gegenwärtig. Gemeinsam abgelehnter Ausgangspunkt beider war jedoch die katholische Lehre der Transsubstantiation, nach der Wein und Brot sich während der Abendmahlsfeier tatsächlich und dauerhaft in Blut und Fleisch Jesu verwandeln.
Nach Zwinglis Tod 1531 wurden neue Versuche unternommen, den Streit zu überwinden, auch um gegenüber den Altgläubigen zu einem breiten Bündnis gelangen zu können (Schmalkaldischer Bund). Vor allem Martin Bucer und Philipp Melanchthon bemühten sich um einen Ausgleich. Es gelang aber nur, mit der Wittenberger Konkordie 1536 die Vertreter der sogenannten „oberdeutschen“ Reformation in das lutherische Lager zu integrieren. Die von Zwinglis Nachfolger Heinrich Bullinger angeführten Schweizer evangelischen Kantone blieben vom Schmalkaldischen Bund ausgeschlossen.
Der Genfer Reformator Jean Calvin lehnte Zwinglis Auffassung ab, dass es beim Abendmahl vor allem auf das Handeln der Gemeinde ankomme. Nach seiner Lehre sind Brot und Wein Gnadenmittel, durch die der Gläubige Christus und in ihm die Fülle der Gnadengaben empfängt. Nur die Gleichsetzung der Elemente mit Christi Leib und Blut bestritt Calvin, weil Christi Leib materiell im Himmel anwesend sei. Luther akzeptierte Calvins Auffassung zunächst. 1549 einigte sich aber Calvin mit Bullinger im Consensus Tigurinus und näherte sich dabei der zwinglianischen Abendmahlslehre an. Darauf kam es in den 1550er Jahren zum so genannten zweiten Abendmahlsstreit, den der Gnesiolutheraner Joachim Westphal 1552 mit einem Angriff auf Calvin eröffnete. Im Zusammenhang damit entbrannte auch innerhalb des lutherischen Lagers eine Auseinandersetzung zwischen den Gnesiolutheranern und den Anhängern Melanchthons, den Philippisten, denen eine Annäherung an Calvin vorgeworfen wurde.